# Tetracord
Tetracordul este un grup de 4 sunete.
Tetracordul diatonic stă la baza hexacordului, a modurilor și gamelor.
In Grecia Antică sunetul cel mai jos al unui tetracord a fost întotdeauna separat de sunetul cel mai înalt de un interval de o cvartă perfectă, egal cu 2 1/2 tonuri. Sunetele din mijloc au fost alese în mai multe feluri. Tetracordurile au fost împărțite în 3 genuri, fiecare gen având la rândul lui mai multe variante de acordaj, numite chroai.
| Gen       | Chroai    | Intervale între notele alăturate |
| Diatonic  | „Tens”    | (1/2, 1, 1)                      |
| Diatonic  | „Relaxat” | (1/2, 3/4, 1 1/4)                |
| Cromatic  | Tonic     | (1/2, 1/2, 1 1/2)                |
| Cromatic  | Hemiolic  | (3/8, 3/8, 1 3/4)                |
| Cromatic  | „Relaxat” | (1/3, 1/3, 1 5/6)                |
| Enarmonic | -         | (1/4, 1/4, 2)                    |

Alte variante sunt menționate de Aristoxenus (n. 365? î.Hr.), de exemplu (1/3, 1 1/6, 1), un acordaj confirmat de Ptolemy (150 d.Hr.) ca fiind preferat în acea perioadă.